# Лафлёр, Абель
Абель Лафлёр (фр. Abel Lafleur; 4 ноября 1875 — 27 января 1953) — французский скульптор и медальер. Является создателем дизайна Кубка Жюля Риме, трофея, который вручался за победу в чемпионате мира по футболу.

## Биография
Абель Лафлёр родился в Родезе, городе на юге Франции. Он учился в Школе изящных искусств в Париже. Стиль работ Лафлёра находился под сильным влиянием произведений известного французского скульптора и медальера Жюля-Клемана Шаплена. С 1901 года работы Лафлёра регулярно выставлялись на различных художественных выставках, таких как Парижский салон, Осенний салон и Салон Независимых. В 1920 году ему была присвоена степень кавалера ордена Почётного легиона. В 1930 году должен был пройти первый в истории чемпионат мира по футболу. Лафлёру было поручено разработать дизайн приза, который будет вручён победителю этого турнира, что он и сделал. Тот трофей представлял собой чашу, поддерживаемую крылатой фигурой, изображающей Нику, древнегреческую богиню победы. Он вручался победителям чемпионата мира вплоть до 1970 года, после чего был заменён. Также Лафлёр участвовал в конкурсах искусств на летних Олимпийских играх 1932 года.